# Festival del cinema africano, d'Asia e America Latina di Milano 2011
La 21ª edizione del Festival del cinema africano, d'Asia e America Latina di Milano ha avuto luogo dal 21 marzo al 27 marzo 2011.
Vi hanno partecipato oltre 50 nazioni, con circa 80 tra film e video proiettati.

## Film in concorso

### Concorso lungometraggi Finestre sul Mondo
- La mosquée di Daoud Aoulad-Syad (Marocco / Francia)
- Microphone di Ahmad Abdalla (Egitto)
- The Neighbor (Hamseyeh) di Naghmeh Shirkhan (Iran / Canada / Usa)
- Octubre di Daniel Vega e Diego Vega (Perù)
- Retratos en un mar de mentiras di Carlos Gaviria (Colombia)
- Rompecabezas di Natalia Smirnoff (Argentina / Francia)
- September Rain di Abdullatif Abdulhamid (Siria)
- Son of Babylon di Mohamed Al-Daradji (Iraq)
- Un homme qui crie di Mahamat-Saleh Haroun (Ciad / Francia / Belgio)
- Ways of the Sea di Sheron Dayoc (Filippine)

### Concorso per il miglior film africano
- Des l'aube di Jillali Ferhati (Marocco)
- La mosquée di Daoud Aoulad-Syad (Marocco / Francia)
- La place di Dahmane Ouzid (Algeria)
- Life, Above All di Oliver Schmitz (Sudafrica / Germania)
- Microphone di Ahmad Abdalla (Egitto)
- Quelques jours de répit di Amor Hakkar (Francia / Algeria)
- State of violence di Khalo Matabane (Sudafrica)
- Un homme qui crie di Mahamat-Saleh Haroun (Ciad / Francia / Belgio)

### Concorso documentari
- Abuelos di Carla Valencia Dávila (Ecuador / Cile)
- El edificio de los chilenos di Macarena Aguilò (Cile / Francia / Cuba)
- Fragments d'une Palestine perdue di Norma Marcos (Palestina / USA / Francia)
- Kano: an American and His Harem di Monster Jimenez (Filippine)
- Koukan Kourcia ou le cri de la torturelle di Sani Elhadj Magori (Niger)
- Meandros di Hector Ulloque Franco e Manuel Ruíz Montealegre (Colombia)
- Miners di Bai Budan (Cina)
- The Nine Muses di John Akomfrah (Ghana / UK)
- Yoole di Moussa Sene Absa (Senegal / Barbados)

### Concorso cortometraggi
- Abandon de poste di Mohamed Bouhari (Marocco / Belgio)
- Atrophy di Palesa Shongwe (Sudafrica)
- Drexciya di Akosua Adoma Owusu (Ghana / USA)
- Garagouz di Abdenour Zahzah (Algeria)
- Le dernier passager di Mounès Khammar (Algeria)
- Lezare di Zelalem Woldemariam (Etiopia)
- Made in Mauritius di David Constantin (Isole Mauritius)
- Pumzi di Wanuri Kahiu (Kenya / Sudafrica)
- Some Legs Cannot Dance di Hicham Elladdaqi (Marocco)
- Tabou di Meriem Riveill (Tunisia)
- Thank You Mama di Omelga Hlengiwe Mthiyane (Sudafrica)
- The Killing of the Imam di Khalid Shamis (Sudafrica)
- Tinye So di Daouda Coulibaly (Mali)
- Un ange passe di Leyla Bouzid (Tunisia / Francia)

## Fuori concorso

### Omaggio ad Omar Amiralay
- Everyday Life in a Syrian Village (1975 - Siria)

### Omaggio a Moustapha Dao
- A nous la rue (1986 - Burkina Faso)
- Le neveu du peintre (1989 - Burkina Faso)
- L'oeuf (1995 - Burkina Faso)

## Premi ufficiali
- Miglior lungometraggio Finestre sul Mondo: The neighbor (Hamseyeh) di Naghmeh Shirkhan (Iran/Canada/Usa)
- Miglior Film Africano: State of violence di Khalo Matabane (Sudafrica)
  - Menzione speciale: Un homme qui crie di Mahamat-Saleh Haroun (Ciad/Francia/Belgio)
- Premio Regione Lombardia al miglior documentario: Koukan Kourcia ou le cri de la torturelle di Sani Elhadj Magori (Niger)
- Premio Eni al miglior cortometraggio: Tinye So di Daouda Coulibaly (Mali)
  - Menzione speciale a: Tabou di Meriem Riveill (Tunisia)

## Premi speciali
- Premio “Città di Milano” al lungometraggio più votato dal pubblico: Son of Babylon di Mohamed Al-Daradji (Iraq)
- Premio CEM-Mondialità al miglior cortometraggio: Lezare di Zelalem Woldemariam (Etiopia)
- Premio SIGNIS (OCIC e UNDA): Garagouz di Abdenour Zahzah (Algeria)
- Premio CINIT - CIEMME: Garagouz di Abdenour Zahzah (Algeria)
- Premio ISMU: Abandon de poste di Mohamed Bouhari (Marocco / Belgio)
- Premio CUMSE: Tinye So di Daouda Coulibaly (Mali)
- Premio ACRA: Il sangue verde di Andrea Segre (Italia)
- Premio Arnone – Bellavite Pellegrini Foundation: Made in Mauritius di David Constantin (Isole Mauritius)
- Premio Razzismo Brutta Storia: Hermanitos, fratelli d'Italia di Jacopo Tartarone (Italia)

## Giurie

### Concorso lungometraggi Finestre sul Mondo
- Nouri Bouzid - regista - Tunisia - Presidente
- Mimma Nocelli – autrice Rai - Italia
- Moussa Sene Absa - regista – Senegal

### Concorso per il miglior film africano
- Roberto Nepoti - giornalista - Italia - Presidente
- Erica Arosio - giornalista - Italia
- Massimo Lastrucci - giornalista – Italia

### Concorso documentari e concorso cortometraggi
- Pedro Pimenta – produttore  - Mozambico - Presidente
- Mane Cisneros – direttrice del Festival del Cinema Africano di Tarifa - Spagna
- Denise Epoté – direttrice TV5 Monde – Camerun